# The Briscoe Brothers
The Briscoe Brothers est une équipe de catch composée de Jamin et Mark Pugh qui incarnent sur les rings Jay et Mark Briscoe. Ils sont connus pour leur travail sur le circuit indépendant américain où ils ont notamment remporté à deux reprises le championnat par équipe de la Combat Zone Wrestling. En plus de cela les deux frères ont travaillé à la Ring of Honor où ils ont été à onze reprises champions du monde par équipe.

## Carrière

### Débuts etCombat Zone Wrestling(2000–2002)
Les deux frères ont débuté à la Pennsylvania Championship Wrestling le 28 septembre 2000 où ils ont vaincu Mozart Fontaine et The Japanese Assassin. Près de deux mois plus tard ils participent à leur premier match de championnat face aux Haas Brothers (Charlie et Russ Haas) lors d'un show de la East Coast Wrestling Association où les frères Haas ont conservé leur titre de champion de la Music City Wrestling.
En janvier 2001, ils commencent à travailler régulièrement à la Combat Zone Wrestling (CZW), une fédération de Pennsylvanie connu pour ses matchs de catch hardcore. Ils font leur premier match le 20 janvier et avec Eddie Valentine ils perdent face à Trent Acid. Le 9 juin puis le 7 juillet ils ont des matchs pour le championnat par équipe de la CZW face au H8 Club (Nate Hatred et Nick Gage) mais ils ne réussissent pas à remporter leur match,. Finalement les frères Briscoe remportent le titre le 14 juillet mais ils le conserve que pendant deux semaines après leur défaite face à Johnny Kashmere et Justice Pain,. Leur équipe change de nom fin 2001, devenant les Midnight Outlawz et les deux frères changent de noms de ring (Kenny pour Jay et Keno Murdoch pour Mark) et participent à Cage Of Death, l'un des principaux shows de la fédération où ils perdent face au H8 Club.
Ils gardent ce gimmick jusqu'à leur départ de leur fédération après leur victoire face à Joey Corman et Samir le 9 mars 2002. 
Le 14 juin 2003, ils reviennent ensemble à la CZW où ils perdent un match pour le championnat par équipe face à Trent Acid et Johnny Kashmere

### Ring of Honor (2002–2004)
Après un bref passage à la National Wrestling Alliance Wildside où ils ont eu un match pour le championnat par équipe ainsi que deux apparitions à la Total Nonstop Action Wrestling en 2002, les deux frères qui travaillaient déjà la Ring of Honor (ROH) ont dès leurs débuts ensemble ils ont eu droit à un match pour le championnat du monde par équipe de la ROH le 22 mars 2003 qu'ils ont perdu face à A.J. Styles et Amazing Red,,,.

#### Double ROH World Tag Team Champions (2003-2004)
Le 1er novembre 2003, ils battent Special K et remportent les ROH World Tag Team Championship pour la première fois. Le 24 avril 2004, ils perdent les titres contre CM Punk et Colt Cabana. 
Le 15 mai 2004, ils battent The Prophecy et remportent les ROH World Tag Team Championship pour la deuxième fois, plus tard, ils perdent les titres contre CM Punk et Colt Cabana.

### Retour à la Ring of Honor (2006–...)

#### 12 fois champions par équipe de la ROH (2007-2021)
Le 24 février 2007, ils battent Christopher Daniels et Matt Sydal et remportent les ROH World Tag Team Championship pour la troisième fois. Le 3 mars, ils perdent les titres contre Narukui Doi et Shingo. Le 30 mars 2007 lors de All-Star Extravaganza III, ils récupèrent les titres contre Doi et Shingo. Le 30 décembre 2007 lors de Final Battle, ils perdent les titres contre The Age of the Fall.
Le 12 avril 2008, ils battent No Remorse Corps et remportent les ROH World Tag Team Championship. Ils perdent les titres le 10 mai à cause d'une blessure de Mark.
Lors de Final Battle (2009), ils battent The American Wolves (Davey Richards et Eddie Edwards) et remportent les ROH World Tag Team Championship pour la sixième fois. Ils perdent les titres le 3 avril 2010 contre The Kings of Wrestling.
Lors de Final Battle 2011, ils battent The World's Greatest Tag Team (Shelton Benjamin et Charlie Haas) et remportent les ROH World Tag Team Championship pour la septième fois. Lors de Border Wars 2012, ils perdent les titres contre The World's Greatest Tag Team (Shelton Benjamin et Charlie Haas). Lors de Final Battle 2012: Doomsday , ils battent S.C.U.M. (Jimmy Jacobs et Steve Corino) et Caprice Coleman & Cedric Alexander dans un Three Way Tag Team match et remportent les ROH World Tag Team Championship pour la huitième fois. Lors de 11th Anniversary Show, ils perdent les titres contre reDRagon (Kyle O'Reilly et Bobby Fish). Lors de Supercard of Honor VII, Jay bat Kevin Steen remporter le ROH World Championship. Lors de Border Wars (2013), Jay conserve son titre contre Adam Cole tandis que Mark perd contre Matt Taven et ne remporte pas le ROH World Television Championship. Lors de Best in the World (2013), Jay conserve son titre contre Mark.
Lors de War of the Worlds (2014), ils perdent contre Bullet Club (Doc Gallows et Karl Anderson) et ne remportent pas les IWGP Tag Team Championship.
Lors de la Première soirée de Global Wars (2015), ils font équipe avec War Machine (Hanson et Raymond Rowe) et Roderick Strong et battent Bullet Club (A.J. Styles, The Young Bucks (Matt Jackson et Nick Jackson), Doc Gallows et Karl Anderson) dans un Ten Man Tag Team match.
Le 18 septembre, à All Star Extravaganza VII, ils perdent contre The All Night Express (Kenny King et Rhett Titus), Kenny King faisant son retour au sein de la fédération. Au cours de Final Battle 2015, le 18 décembre, ils perdent contre The Young Bucks et les All Night Express (Rhett Titus et Kenny King) et ne deviennent pas challengers pour les titres par équipe de la ROH. Lors de Global Wars 2016, ils perdent contre War Machine et ne remportent pas les ROH World Tag Team Championship.
Lors du ROH 15th Anniversary Show, ils font équipe avec Bully Ray et battent War Machine (Hanson et Raymond Rowe) et Davey Boy Smith, Jr.,. Le 11 mars, ils battent The Kingdom (Matt Taven et Vinny Marseglia) et Silas Young et remportent les ROH World Six-Man Tag Team Championship. Lors de Supercard of Honor XI, ils conservent les titres contre Bullet Club (Hangman Page, Tama Tonga et Tanga Roa). Lors de la deuxième nuit de la tournée War of the Worlds, ils conservent les titres contre Los Ingobernables de Japón (Bushi, Evil et Sanada). Lors de la troisième nuit, ils conservent les titres contre Chaos (Baretta, Hirooki Goto et Rocky Romero). Ils perdent les ROH World Six-Man Tag Team Championhip le 23 juin 2017 contre The Boys et Dalton Castle.

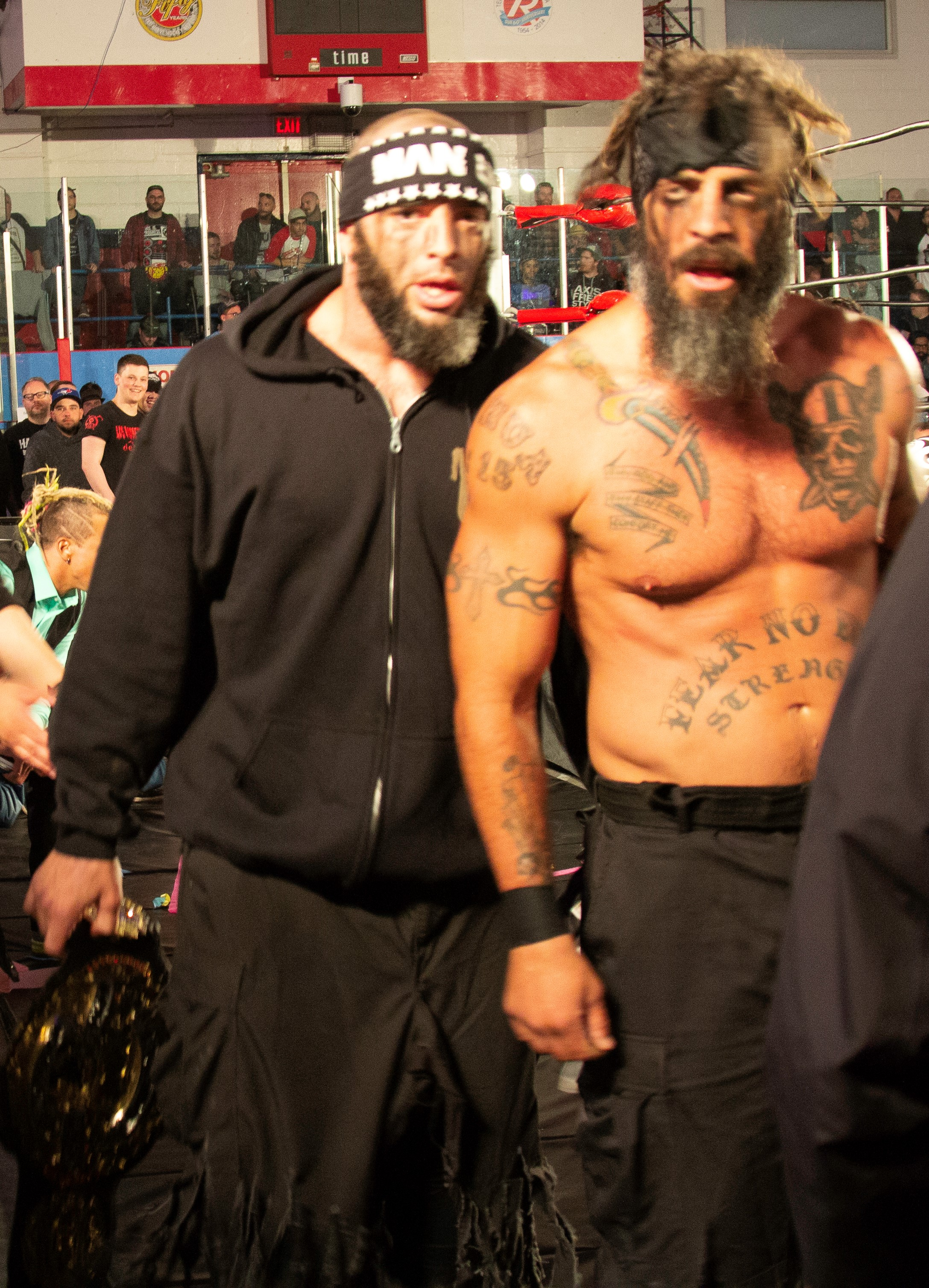
The Briscoes en 2018

Lors de 16th Anniversary Show, ils battent The Motor City Machine Guns et remportent les ROH World Tag Team Championship pour la neuvième fois. Lors de ROH Best in the World 2018, ils conservent leurs titres contre The Young Bucks.
Lors de Death Before Dishonor, ils conservent les titres contre The Addiction. Le 12 octobre, ils battent Beer City Cruiser et Brian Milonas. Le 14 octobre, ils perdent leurs titres  au cours d'un Three Way tag team match impliquant The Young Bucks et SoCal Uncensored (Frankie Kazarian et Scorpio Sky) au profit de ces derniers. Le 11 novembre, ils battent EVIL & SANADA. Lors de Final Battle 2018, ils battent SoCal Uncensored et les Young Bucks au cours d'un triple threat tag team ladder match et remportent les ROH World Tag Team Championship pour la dixième fois.
Lors de 17th Anniversary Show, ils perdent les titres contre Villain Enterprises (Brody King et PCO).
Lors de Manhattan Mayhem 2019, ils battent les Guerrillas of Destiny dans un Street Fight Match et remportent les ROH World Tag Team Championship pour la onzième fois. Lors de Final Battle 2019, ils perdent les titres contre Jay Lethal et Jonathan Gresham. Deux jours plus tard, ils perdent contre 2 Guys 1 Tag et ne deviennent pas premiers aspirants aux titres par équipe. Le 9 février 2020, ils battent Mexablood. Le 28 février lors de Bound by Honor, ils battent Dan Maff & Jeff Cobb.
Le 30 septembre 2020, ils perdent avec EC3 face à Shane Taylor Promotions après avoir eu une confrontation avec ces derniers la semaine passée. Le 13 novembre, ils battent The Soldier of Savagery et Jay lance un défi à EC3. Le 25 décembre lors du dernier épisode de ROH TV de l'année, Mark perd un 10-Person Tag Team match avec Beer City Bruiser, Dak Draper, Dalton Castle et Tracy Williams contre son frère Jay,  PCO, John Walters, Brawler Milonas et Flip Gordon.
Lors de Final Battle 2021, ils battent The OGK (Mike Bennett et Matt Taven) et remportent les ROH World Tag Team Championship pour la douzième fois et se font attaquer après le match par FTR (Cash Wheeler et Dax Harwood). Lors de SuperCard Of Honor XV,, ils perdent leur titres contre FTR[réf. nécessaire].

### Pro Wrestling Noah (2007)
Le 7 janvier 2007, ils battent Takashi Sugiura et Yoshinobu Kanemaru et remportent les GHC Junior Heavyweight Tag Team Championship.

### Retour à la Combat Zone Wrestling (2010–2011, 2012)
Lors de CZW Twelve: Anniversary, ils battent Philly's Most Wanted (BLK Jeez et Joker) et remportent les CZW World Tag Team Championship pour la deuxième fois.

### New Japan Pro Wrestling (2016-2019)

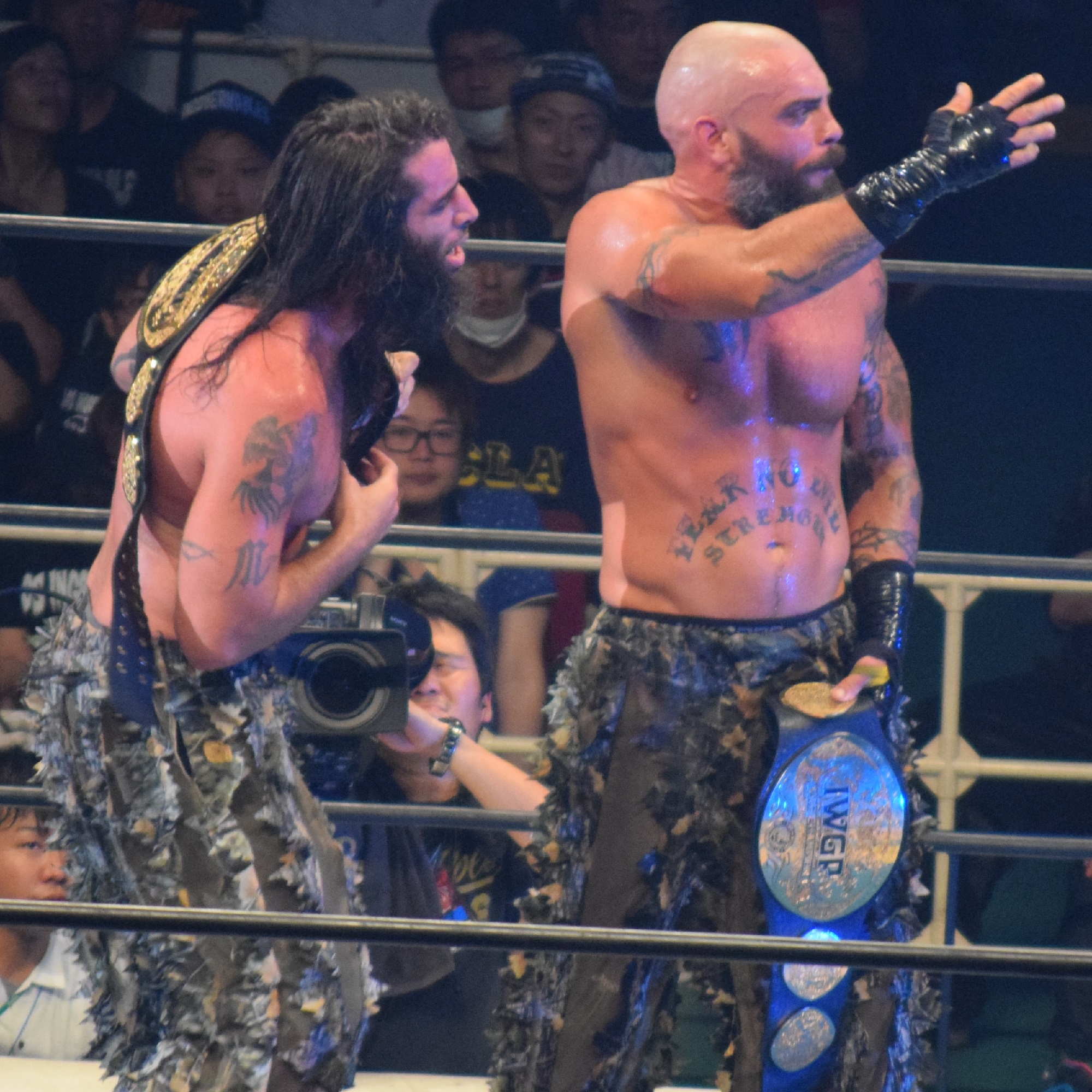
The Briscoe Brothers en tant que IWGP Tag Team Champions en juin 2016

Lors de Wrestle Kingdom 10, ils font équipe avec Toru Yano et remportent le NEVER Openweight Six Man Tag Team Championship en battant le Bullet Club (Yujiro Takahashi, Bad Luck Fale et Tama Tonga), lors de leur premier combat au Japon au sein de cette fédération. Par leur affiliation avec Toru Yano, les Briscoe Brothers sont également devenu membre du clan "Chaos". Lors de NJPW New Year Dash 2016, ils conservent les titres contre Bullet Club (Bad Luck Fale et The Young Bucks). Lors de The New Beginning in Osaka 2016, ils perdent les titres contre Bullet Club (Yujiro Takahashi, Bad Luck Fale et Tama Tonga). Lors de The New Beginning in Niigata 2016, ils battent Bullet Club (Yujiro Takahashi, Bad Luck Fale et Tama Tonga) et remportent pour la deuxième fois les NEVER Openweight 6-Man Tag Team Championship. Lors de Honor Rising: Japan 2016, ils perdent les titres contre Bullet Club (Kenny Omega, Matt Jackson et Nick Jackson). 
Lors de Dominion 6.19, ils battent Guerrillas of Destiny (Tama Tonga et Tanga Roa) et remportent les IWGP Tag Team Championship. Le 14 août, ils conservent leur titres contre Bullet Club (Adam Page et Yujiro Takahashi). Lors de Destruction in Hiroshima, ils conservent leur titres contre The Young Bucks. Lors de King of Pro-Wrestling, ils perdent les titres contre les Guerrillas of Destiny. Lors de la première journée de Honor Rising: Japan 2017, ils perdent contre Bullet Club (Adam Cole et Kenny Omega).

### Retour à Impact Wrestling (2022-...)
Le 1er avril 2022, lors de Multiverse of Matches, ils font leurs retours à Impact Wrestling en perdant contre The Good Brothers (Doc Gallows et Karl Anderson).
Lors de Under Siege (2022), ils battent Violent by Design (Eric Young et Deaner) et remportent les Impact World Tag Team Championship.

## Palmarès
- Combat Zone Wrestling[64]

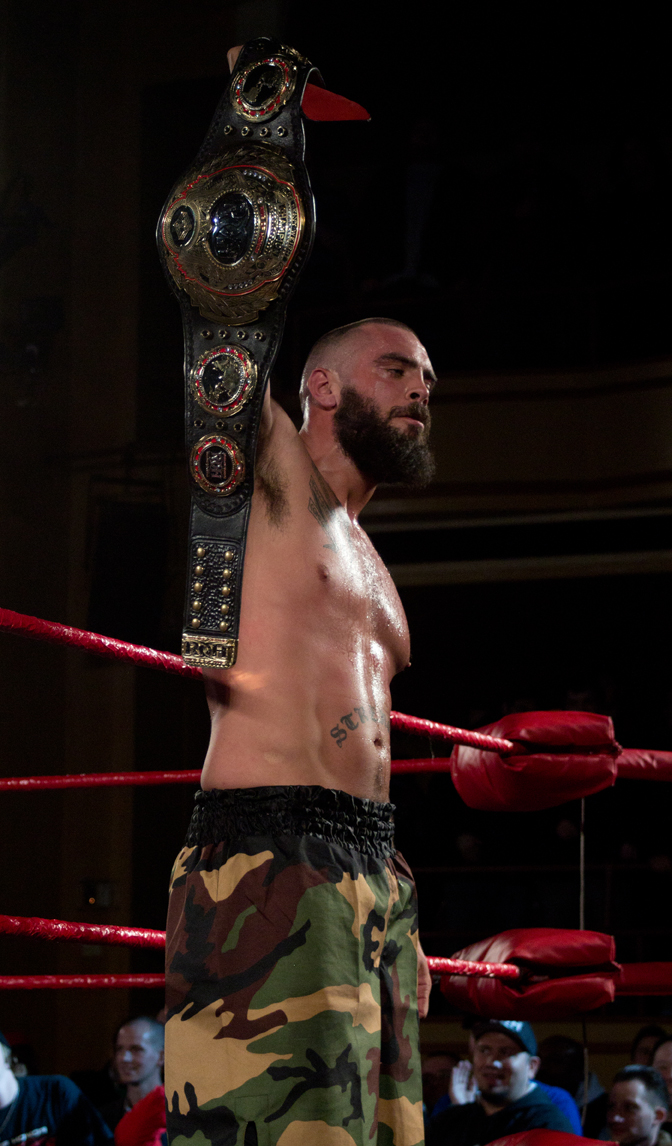
Jay Briscoe avec le ROH World Championship

  - 2 fois CZW World Tag Team Championship

- Extreme Rising[64]
  - Match of the Year (2012) vs. The Blk Out vs. Los Dramáticos

- Full Impact Pro[64]
  - 1 fois FIP Tag Team Champions

- Game Changer Wrestling
  - 2 fois GCW Tag Team Champions[65]

- Impact Wrestling
  - 1 fois Impact World Tag Team Champions

- House of Glory
  - 1 fois HOG Tag Team Champions (actuels)

- National Wrestling Alliance
  - Crockett Cup (2022)

- New Japan Pro Wrestling
  - 1 fois IWGP Tag Team Championship
  - 2 fois NEVER Openweight 6-Man Tag Team Championship avec Toru Yano

- NWA Wildside[64]
  - 1 fois NWA Wildside Tag Team Championship

- Pro Wrestling Noah[64]
  - 1 fois GHC Junior Heavyweight Tag Team Championship

- Pro Wrestling Unplugged[64]
  - 1 fois PWU Tag Team Championship

- Real Championship Wrestling[64]
  - 1 fois RCW Tag Team Championship
  - RCW Tag Team Tournament (2009)

- Ring of Honor[64]
  - 12 fois ROH World Tag Team Championship (Plus grand nombre de règnes, plus grand nombre de défenses)
  - 1 fois ROH World Six-Man Tag Team Championship avec Bully Ray
  - 2 fois ROH World Championship - Jay Briscoe
  - Honor Rumble (2009, 2013)

- Squared Circle Wrestling[64]
  - 1 fois 2CW Tag Team Championship

- USA Xtreme Wrestling[64]
  - 1 fois UXW Tag Team Championship

## Récompenses des magazines
- Wrestling Observer Newsletter

| # | Résultat | Adversaire                        | Évènement                      | Date            | Durée | Lieu           | Notes |
| - | -------- | --------------------------------- | ------------------------------ | --------------- | ----- | -------------- | --- |
| 1 | Défaite  | FTR (Cash Wheeler et Dax Harwood) | ROH Supercard Of Honor 2022    | 1er avril 2022  | 27:25 | Garland, Texas | Il s'agit d'un match par équipe pour le Championnat du monde par équipe de la ROH détenu par les Briscoes Brothers. |
| 2 | Défaite  | FTR (Cash Wheeler et Dax Harwood) | ROH Death Before Dishonor 2022 | 23 juillet 2022 | 43:26 | Garland, Texas | Il s'agit d'un Best Two Out Of Three Falls Match pour le Championnat du monde par équipe de la ROH détenu par FTR.  |